# Campdevànol
Campdevànol est une commune de la comarque du Ripollès dans la province de Gérone en Catalogne (Espagne).

## Géographie
Commune située dans les Pyrénées